# Torregalindo
Torregalindo es una localidad y un municipio situados en la provincia de Burgos, en la comunidad autónoma de Castilla y León (España), comarca de la Ribera del Duero, partido judicial de Aranda, cabecera del ayuntamiento de su nombre.
Es de señalar, aparte de sus monumentos, la cabalgata de Reyes, fiesta de Interés Turístico Regional desde 2022.

## Geografía
Es un pueblo situado en el sur de la provincia de Burgos en la vertiente atlántica, a 750 m s. n. m., bañado por el río Riaza, a unos 92 km de la ciudad de Burgos y 12 km de Aranda de Duero.
El término municipal tiene un área de 15,36 km² con una población de 123 habitantes (INE 2024) y una densidad de 9,57 hab/km².
El municipio confina al norte con el de Campillo de Aranda; al este con el de Milagros y Pardilla; al sur con Fuentenebro y Moradillo de Roa; y al oeste con Hontangas.

## Historia

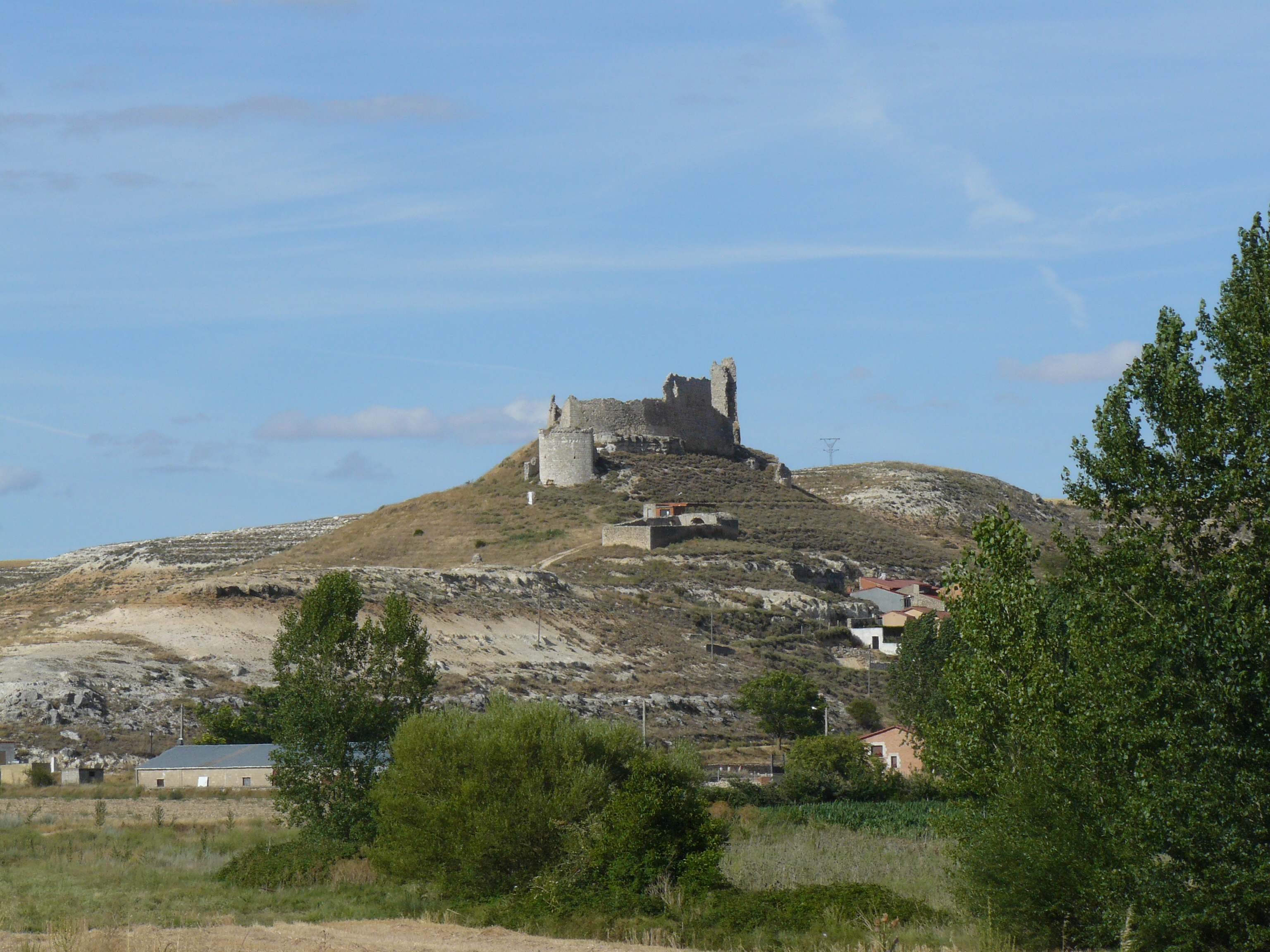
Ruinas del castillo de Torregalindo, sobre la colina que se cierne sobre la población. Originalmente del, las últimas edificaciones datan de finales del.

Su fortaleza data al menos del siglo X. Formaba parte de la línea defensiva a lo largo del río Riaza.
Hasta mediado el siglo XIII perteneció a la Comunidad de Villa y Tierra de Aza, al oeste de la población, también junto al Riaza. A partir de entonces fue disputada por varios señores feudales, como toda la comarca. Perteneció a los López de Haro, señores de Vizcaya.
En el siglo XV (1479) Beltrán de la Cueva, primer duque de Alburquerque, fue el que reforzó la fortaleza con la torre circular que aún conserva. Había sido nombrado señor del lugar por Enrique IV de Castilla y remozó el castillo.
La población acabó finalmente en manos de los condes de Siruela.
Villa, cabecera de la antigua Jurisdicción de Torregalindo en el Partido de Aranda de Duero, con jurisdicción de señorío ejercida por el conde de Siruela, quien nombraba su alcalde ordinario.
A la caída del Antiguo Régimen queda constituida como ayuntamiento constitucional del mismo nombre en el partido de Aranda de Duero, región de Castilla la Vieja, que en el censo de la matrícula catastral contaba con 27 hogares y 113 vecinos.
Así se describe a Torregalindo en el tomo XV del Diccionario geográfico-estadístico-histórico de España y sus posesiones de Ultramar, obra impulsada por Pascual Madoz a mediados del siglo XIX:

Lugar con ayuntamiento en la provincia, audiencia territorial, capitanía general de Burgos (16 ½), partido judicial de Aranda de Duero (2), diócesis de Osma; Situado al pie de una ladera, próximo al río Riaza, con buena ventilación y clima templado y sano; las enfermedades comunes son fiebres intermitentes. Tiene 70 casas, escuela de instrucción primaria, dotada con 26 fanegas de trigo, una iglesia parroquial (San Juan Bautista) servida por un cura párroco. El término confina N Campillo; E Milagros; S Fuente-enebro, y O Ontangas. El terreno es bastante feraz; disfruta de regadío; el río Riaza, sobre el cual hay un puente de piedra muy deteriorado, le cruza y fertiliza, aunque sus desbordaciones son perjudiciales. Los caminos son locales, de rueda y de herradura. Producciones: cereales, legumbres, cáñamo y frutas; cría ganado lanar y vacuno, y caza menor. Industria: telares de mantas, sayales y bayetas, un batán y un molino harinero. Población: 27 vecinos, 113 almas. Capital productivo: 597.400 reales. Imponible: 58.535. Contribución: 3.215 reales 7 maravedíes.
Diccionario geográfico-estadístico-histórico de España y sus posesiones de Ultramar

## Demografía
Torregalindo cuenta con una población de 123 habitantes (INE 2024).
| Gráfica de evolución demográfica de Torregalindo entre 1842 y 2021                                                    |
| |
| Población de derecho según los censos de población del INE. Población de hecho según los censos de población del INE. |

## Transporte y comunicaciones

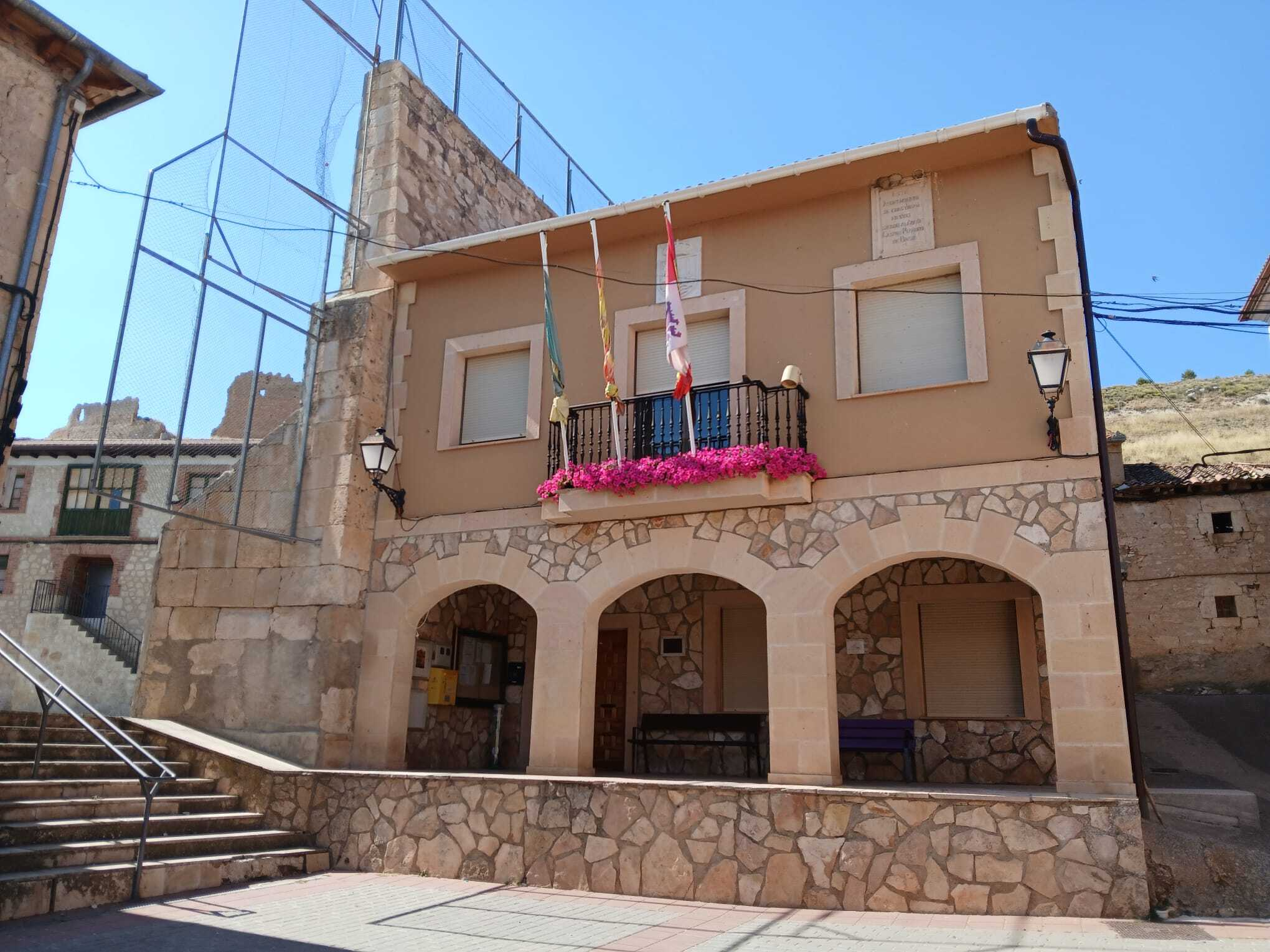
Casa consistorial

Ferrocarril: Hasta el cierre de la línea de ferrocarril Valladolid-Ariza, y posteriormente el ferrocarril directo Madrid-Burgos en la estación de Aranda, ahora cerrado también.
Autobús: Línea Aranda–Segovia, en la carretera autonómica CL-603 que circunvala la localidad.

## Cultura

### Patrimonio
- Iglesia católica de San Juan Bautista, románica.
- Ruinas de castillo medieval: de origen altomedieval, domina la población y parte del valle del Riaza.[4] Tiene planta con forma de nave, a la que luego se le añadieron una gran torre triangular a levante y una torre circular con troneras a poniente.[4] Mide unos 60 m de largo y 25 de ancho.[4] Su construcción es basta y pobre, predominando la mampostería.[4]
- Molino de agua.
- Ribera del río Riaza.
- Lagares y bodegas.
- Casas cueva.[11]

### Patrimonio inmaterial
El 24 de junio, San Juan Bautista y el 30 de noviembre, San Andrés.
Verano cultural a mediados de agosto, con actividades organizadas por la Asociación Deportivo-Cultural Condegalindo.
El 5 de enero, desde el año 1986, se recrea una cabalgata de Reyes con belén viviente. Esta tradición que comenzó con una pequeña representación por parte de algunos vecinos y vecinas del pueblo cuenta hoy en día con casi 300 personas, cifra que se incrementa año a año, todos de manera voluntaria.
Durante el transcurso del Belén y Cabalgata se escenifican acontecimientos como la Anunciación del Ángel, el empadronamiento de la Virgen y San José, la visita de los Reyes a Herodes o la Adoración al niño.
Además los visitantes se encontrarán inmersos en el mismísimo pueblo de Belén, su mercado, sus calles iluminadas con antorchas, disfrutar de unas ricas sopas o calentarse en la cantina.
El momento final, está lleno de emoción, con el reparto de regalos a niñas y niños por todo el pueblo.
En 2022 la Junta de Castilla y León declaró la cabalgata fiesta de Interés Turístico Regional.

### Parroquia
Iglesia católica de San Juan Bautista, dependiente de la parroquia de Campillo de Aranda en el Arcipestrazgo de Roa, diócesis de Burgos.